# 黑龙江省人民政府国有资产监督管理委员会
黑龍江省人民政府国有资产监督管理委员会（简称黑龍江省国资委），是由中华人民共和国黑龍江省人民政府授权代表国家履行国有资产出资人职责的综合职能特设机构。

## 组织结构

### 内设机构
（一）办公室（党委办公室）。
（二）政策法规处。
（三）规划发展处。
（四）财务监管处。
（五）产权管理处。
（六）企业改革处。
（七）考核分配处。
（八）监督稽查局。
（九）党建工作处。
（十）社会责任处（信访工作处与其合署办公）。
（十一）干部人事处。
机关党委。

## 监管企业
- 中国龙江森林工业集团有限公司
- 黑龙江龙煤矿业控股集团有限责任公司
- 黑龙江省建设投资集团有限公司
- 黑龙江省交通投资集团有限公司
- 黑龙江省新产业投资集团有限公司
- 黑龙江省农业投资集团有限公司
- 黑龙江省机场管理集团有限公司
- 黑龙江省航运集团有限公司
- 黑龙江省铁路集团有限责任公司
- 黑龙江省龙睿资产经营有限公司
- 黑龙江交易集团有限公司
- 黑龙江省龙裕集团有限公司